# Carlo Sandrelli
Carlo Francesco Alessandro di Maria Sandrelli (Arezzo, 29 luglio 1847 – Roma, 10 settembre 1923) è stato un magistrato e politico italiano.

## Biografia
In magistratura dal 1868, è stato sostituto procuratore a Vigevano, Velletri, Roma, Viterbo, Caltanissetta e Cosenza, procuratore a Volterra, Velletri, Lucca e Firenze, presidente del tribunale di Trapani e Pisa. 
Diventa consigliere di Stato, terminando con il grado di presidente di sezione.